# Deopalpus geminatus
Deopalpus geminatus là một loài ruồi trong họ Tachinidae.